# Ivy Lee
La disciplina de las RR.PP se consolidó en el siglo XX, sin embargo su andadura ya se había iniciado a finales del siglo anterior.
El fenómeno de la Revolución industrial será clave para las RR.PP. Durante esta época se inauguran numerosas líneas ferroviarias entre las diversas ciudades de Norteamérica, como por ejemplo entre Nueva York-San Francisco, en 1870.
Esta inauguración, sirvió de excusa a la empresa para invitar a más de 100 líderes de opinión norteamericanos al viaje, al mismo tiempo que se editó un periódico para aquellos líderes que no habían podido acudir. Este hecho permitió llevar a cabo una de las primeras acciones conocidas de Relaciones Públicas.
Durante la última década del siglo XIX se producen fuertes crisis, que traen como consecuencia graves altercados sociales. Los periodistas se benefician de este hecho para avanzar en el campo de las RR.PP. 
Los empresarios comprenden que necesitan transmitir una imagen positiva a la población, por lo que introducen formas de comunicación nuevas. 
Será precisamente en este contexto, donde aparece la figura de Ivy Lee, el cual estructurará las bases de las actuales RR.PP.

## Biografía
Nació el 16 de julio de 1877 en Georgia. Realizó sus estudios universitarios en Princeton, donde colaboró en el periódico de la universidad y se alzó con el premio de debate Lynde. En 1898 se graduó y consiguió al poco tiempo un trabajo en el New York America, periódico en el que intervino, así como en el New times y New York World.
Ivy Lee, visionando el filón que iban a tener los gabinetes de relaciones públicas en las empresas, fundó en 1904, el primer despacho de Relaciones Públicas en Nueva York.
Dos años más tarde, coincidiendo con un período de huelgas, la industria americana del carbón lo contrató, permitiéndole de esta forma comenzar su labor como profesional de las RR.PP. A cambio de aceptar este puesto, Ivy Lee puso como condición el poder disponer de total libertad para comunicar a la prensa de forma clara y concisa toda la información referente a la empresa industrial, dejando a un lado la actitud de secretismo que esta había mantenido hasta ese momento , tanto hacia los trabajadores como hacia el público en general. La labor de Ivy Lee precisamente era, la de mejorar las relaciones entre empresas del carbón tanto con sus empleados como con la totalidad de la población e iniciar la era de la libre información.
Ese mismo año, se produjo un hecho insólito hasta el momento, en la compañía ferroviaria de Pennsylvania se produjo un accidente en el que por primera vez, gracias a la intervención de Ivy Lee, se permitió el acceso a los periodistas. La finalidad de Ivy era naturalizar el suceso y, de esta forma, evitar crear mayor expectación.
Esta acción, entre otras muchas que llevó a cabo, le hizo recibir numerosas críticas, sin embargo, permitió a la empresa recibir la mejor prensa que hasta ese momento había tenido, por lo que los métodos de Lee pronto se tomaron como referencia.
A finales de 1906 Lee y George Parker, un agente de prensa , crearon “Parker & Lee” , firma pionera de las Relaciones Públicas . La labor de Parker se basó en aportar contactos, mientras Lee puso la creatividad.La estrategia de dicha empresa se basó en presentar los hechos desde todos los puntos de vista, en una época en la que el periodismo se desarrollaba manipulando la información por parte de los periodistas, los cuales recibían una suma compensatoria a cambio.
El trabajo realizado por Lee, lo llevó a trabajar como consejero personal del magnate de las comunicaciones, John D. Rockefeller, en 1915. Por aquel entonces la imagen del magnate estaba muy deteriorada como consecuencia de una huelga reprimida por las fuerzas de seguridad del estado que se saldó con más de una veintena de heridos. Ivy Lee acercó al multimillonario a los mineros en huelga, haciéndoles ver su preocupación por la situación en la que se encontraban sus empresas. Consiguió cambiar la imagen de explotador monopolista con la que contaba Rockefeller, creando una fundación que actuaba de mecenas en obras sociales, logrando de esta forma mejorara la cara de Rockefeller ante el público; al mismo tiempo que dio a conocer las cuentas de las empresas de su cliente al público. Un año más tarde abandono este cargo y abrió su propia firma independiente de publicidad “Ivy Lee y Asociados”.

## Aportes
Entre los aportes más importantes de Lee en la disciplina de las Relaciones Públicas, cabe señalar las siguientes:
- Puso en marcha la libre información, base sobre la cual se asientan las Relaciones Públicas.
- Rompe con la confusión entre publicidad y Relaciones Públicas ,asentando las características de cada uno de estos dos conceptos, diferenciándolos claramente e inició la andadura de las RR.PP como modalidad autónoma.

- Pone en marcha la concepción de las RR.PP un método para llevar a cabo acciones ofensivas y no solo defensivas.

- Creó el mecenazgo, humanizando de esta forma los negocios.

A través de sus acciones nombró 3 principios: �1) Casa de Cristal ó libros ó puertas abiertas: Significaba que las empresas tendrían que actuar transparentemente y mostrar lo que hacen, eso puede dar buen crédito e imagen. �2) Hacer el bien y darlo a conocer: -Principio actual- Ej.: la imagen que da Xuxa frente a las necesidades sociales. �3) Decir la mejor verdad, de la mejor manera y en el mejor momento: Se refiere a reservar la verdad sin necesidad de mentir.
- Datos: Q1345412